# Aeromot AMT 200 Super Ximango
L'Aeromot AMT 200 Super Ximango est un motoplaneur biplace côte-à-côte construit au Brésil.

## AMT 200 Super Ximango
Sans renier l’origine Fournier de ce motoplaneur, l’AMT200 est un appareil bien différent de l’AMT 100 Ximango : Moteur Rotax 912 A2, cellule identique mais nouveau capot moteur, nouvelle planche de bord, etc. finalement une machine plus rapide et décollant plus court. On retrouve sur cet appareil construit en matériaux composites l'esprit Fournier et le Super Ximango fut rapidement certifié en Europe, aux États-Unis, au Japon…

## AMT 200S Super Ximango
Nouvelle version, développée parallèlement à l'AMT 300 et équipée d'un moteur Rotax 912 S4 de 100 ch. L’USAF Academy a commandé 14 AMT 200S sous la désignation TG-14 pour la formation de ses cadets.

## Aeromot AMT 300 Turbo Ximango Shark
Nouvelle évolution de la famille des motoplaneurs issus du Fournier RF-10 : moteur Rotax 914 F3, hélice à vitesse constante, winglets, crochet de remorquage, … Le prototype a effectué son premier vol le 29 juin 1998.